# Nichelino
Nichelino és un municipi italià, situat a la regió del Piemont i a la ciutat metropolitana de Torí. L'any 2005 tenia 48.414 habitants.